# Kamienica przy ul. Przejście Garncarskie 6 we Wrocławiu
Kamienica przy ul. Garncarskiej 6 – zabytkowa kamienica na wrocławskim Rynku, w wewnętrznej części tretu w Przejściu Garncarskim. 

## Historia kamienicy

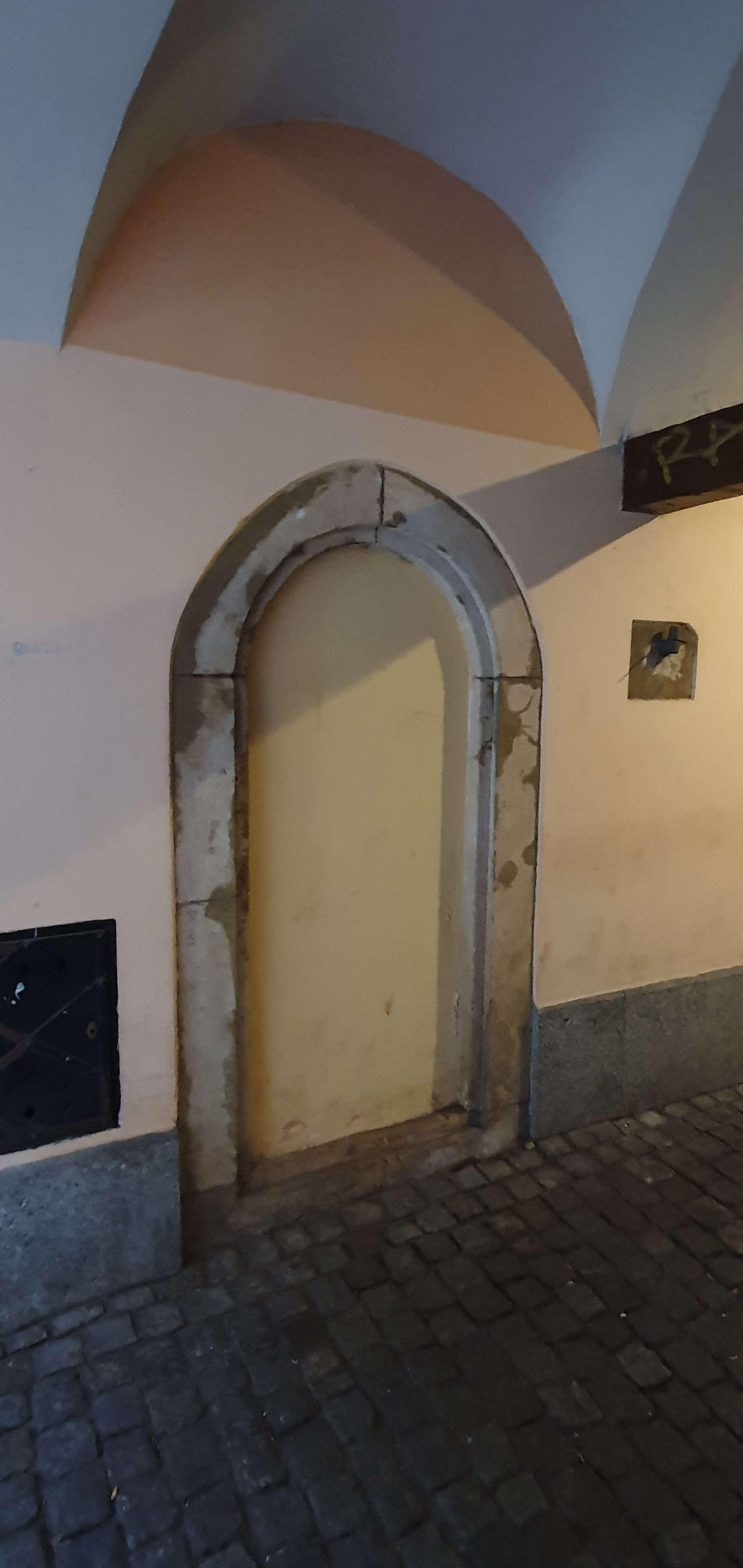
Zachowany portal kamienny

W miejscu, gdzie dziś wznoszą się kamienice przy Przejściu Garncarskim, od XV wieku znajdowały się Kramy Płócienników sprzedających tu swoje wyroby z surowego białego wzorzystego płótna lnianego. Najwcześniejsza wzmianka o uliczce płócienników pochodzi z 1423 roku, choć wzmianka o samych kramach zwanych podcieniami płócienników pochodzi z 1299 lub z 1346 roku. Nazwa ta wiąże się z drewnianymi kramami w formie bud, nakrytych pulpitowym dachem wysuniętym w stronę przejścia. Kramy stały po obu stronach przejścia i sięgały od południa do Kramów Bogatych a od północy do Smartuza. W XV wieku Kramy Bogate zostały powiększone o tylne trakty, które w okresie renesansowym przekształciły się w dwutraktowe, jednopiętrowe szczytowe kamienice o dekorowanych fasadach i frontach. Z tego okresu i w tej formie zachowały się obecne kamienice nr od 6 do 12.
Kamienica nr 6 jest trzykondygnacyjna, choć posiada nieregularnie rozmieszczone okna; dwa okna na drugiej kondygnacji (jedno jest zamurowane) mają renesansowe opaski. Od strony południowej okna drugiej kondygnacji również posiadają renesansowe obramienia; we wnętrzu zachowała się kolumna międzyokienna. W dawnym przejściu łączącym Kramy Płócienników z Kramami Bogatymi (obecnie Przejścia Żelaźniczego) zachował się zamurowany portal kamienny oraz zawiasy po dawnej bramie.
Podczas działań wojennych w 1945 roku kamienica nie uległa dużym zniszczeniu, a nad jej odbudową w 1960 roku czuwała architekt Halina Dziurowa.